# عیسو، گامبیا
عیسو (به لاتین: Essau) یک منطقهٔ مسکونی در گامبیا است که در North Bank Division واقع شده‌است. عیسو ۱۴،۵۶۰ نفر جمعیت دارد.